# La Possession
La Possession is een gemeente in Réunion en telt 30.167 inwoners (2009). De oppervlakte bedraagt 118,35 km², de bevolkingsdichtheid is dus 255 inwoners per km².
De gemeente strekt zich uit van de kust tot de caldeira Cirque de Mafate in het binnenland.

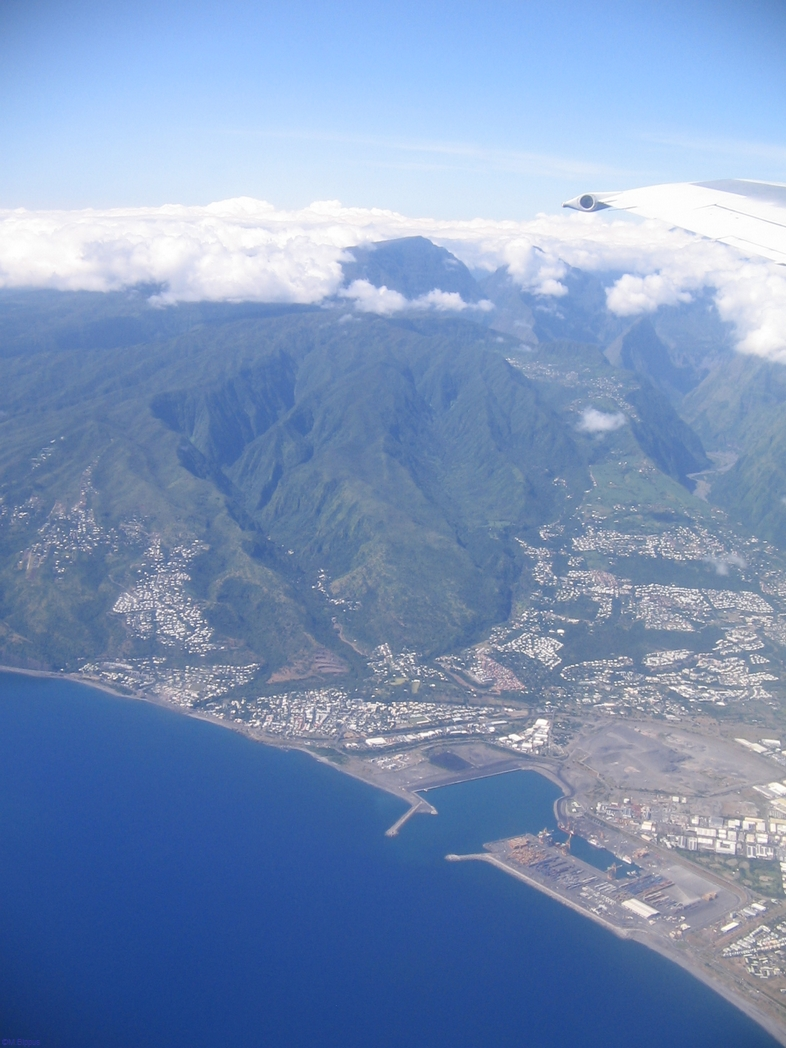
De haven
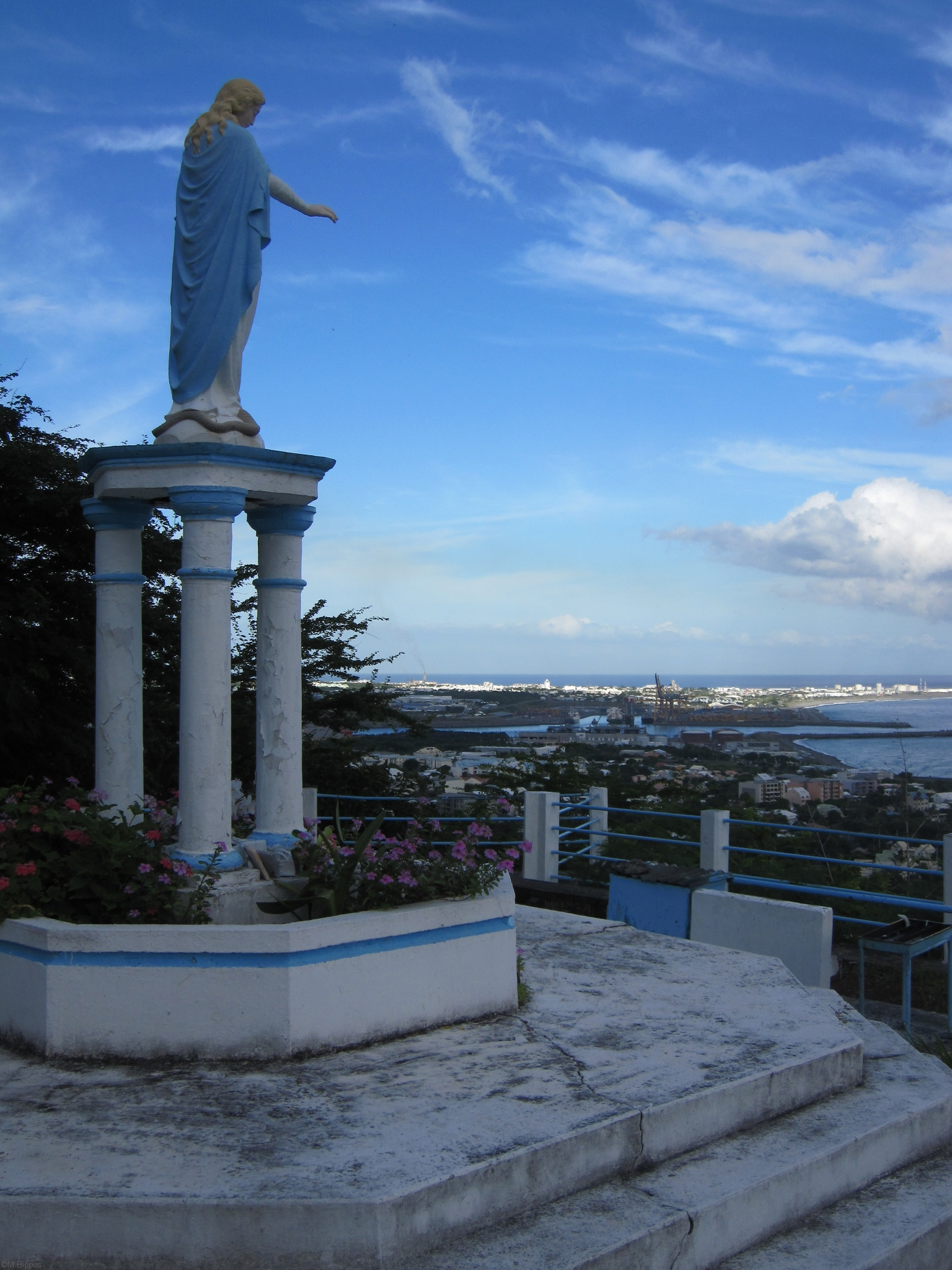
Het standbeeld Vièrge-de-la-Mer
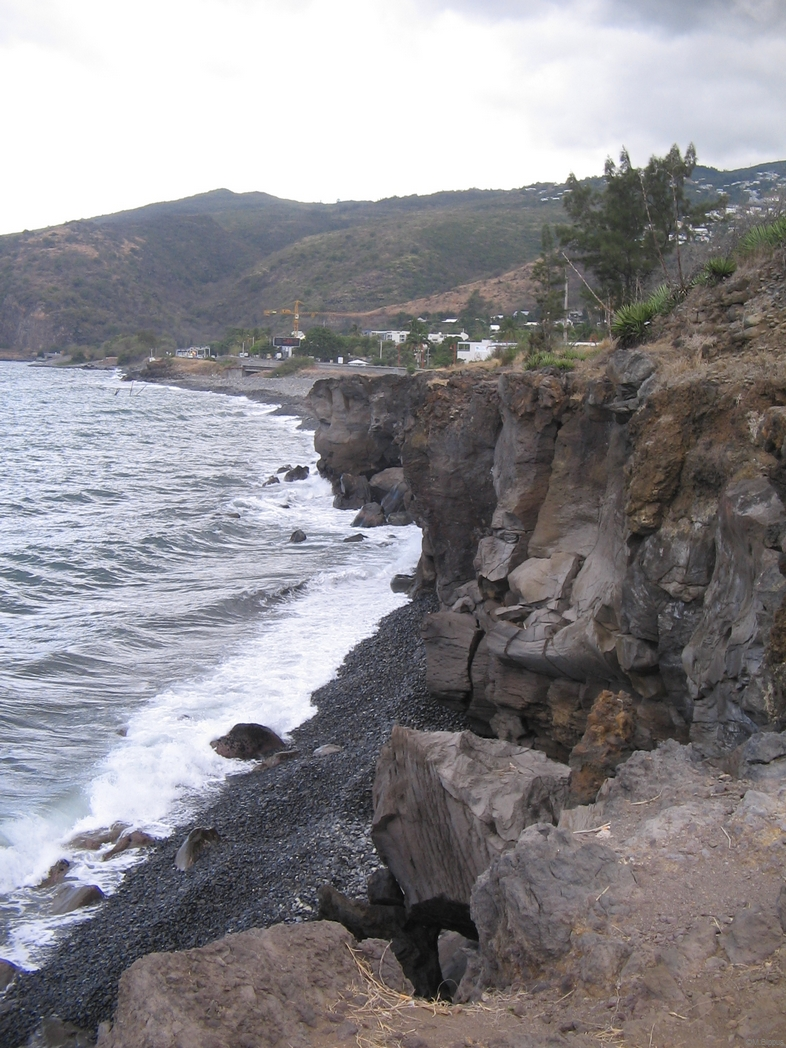
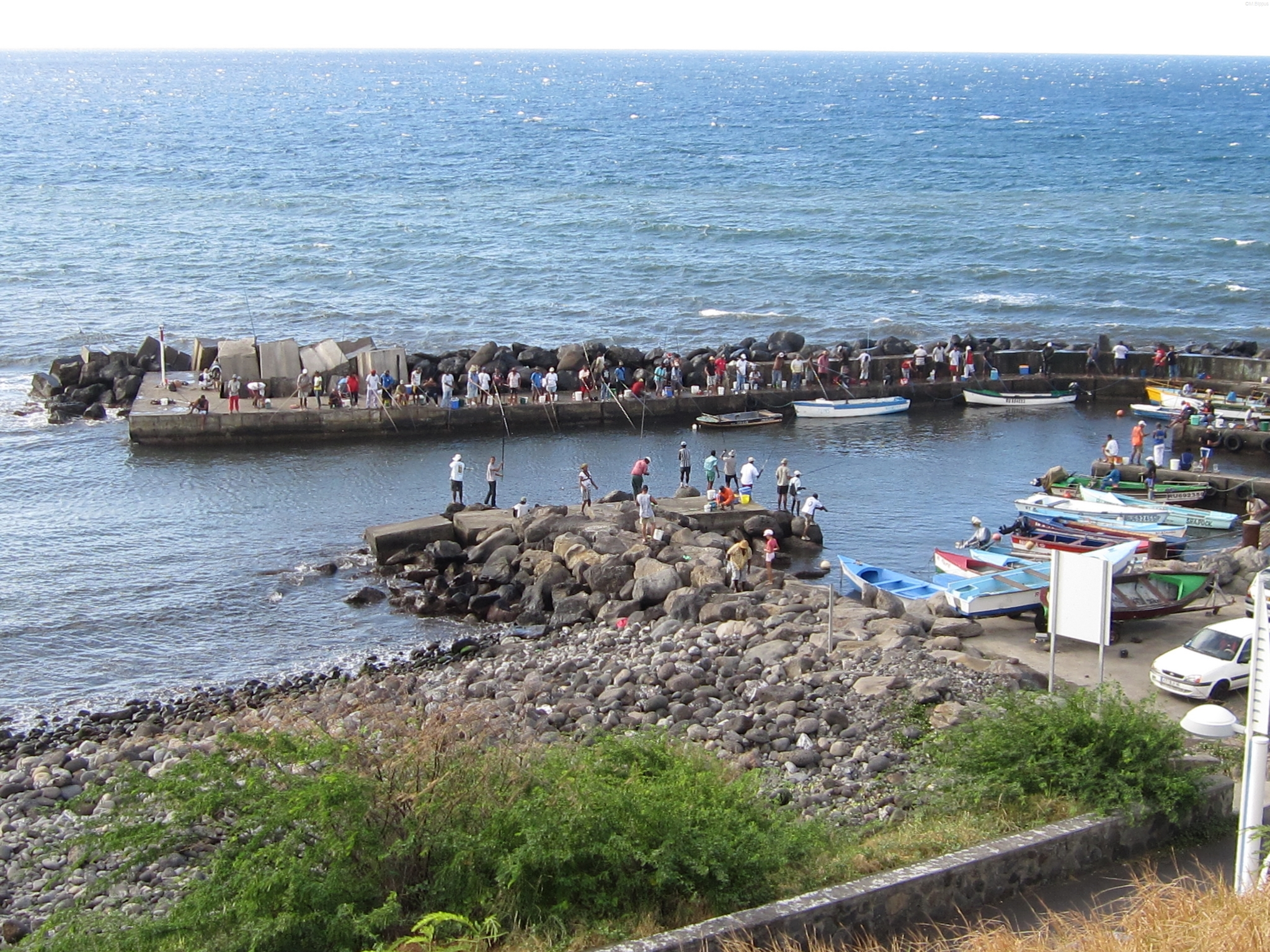
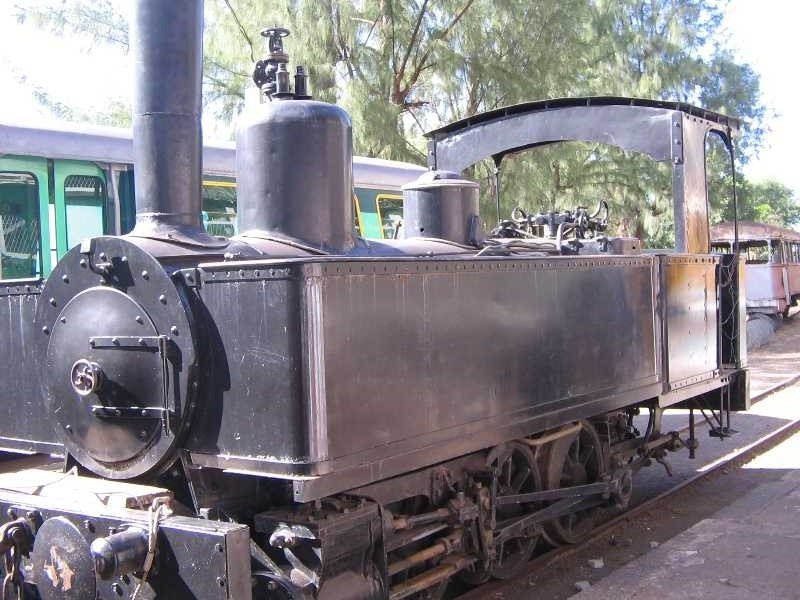
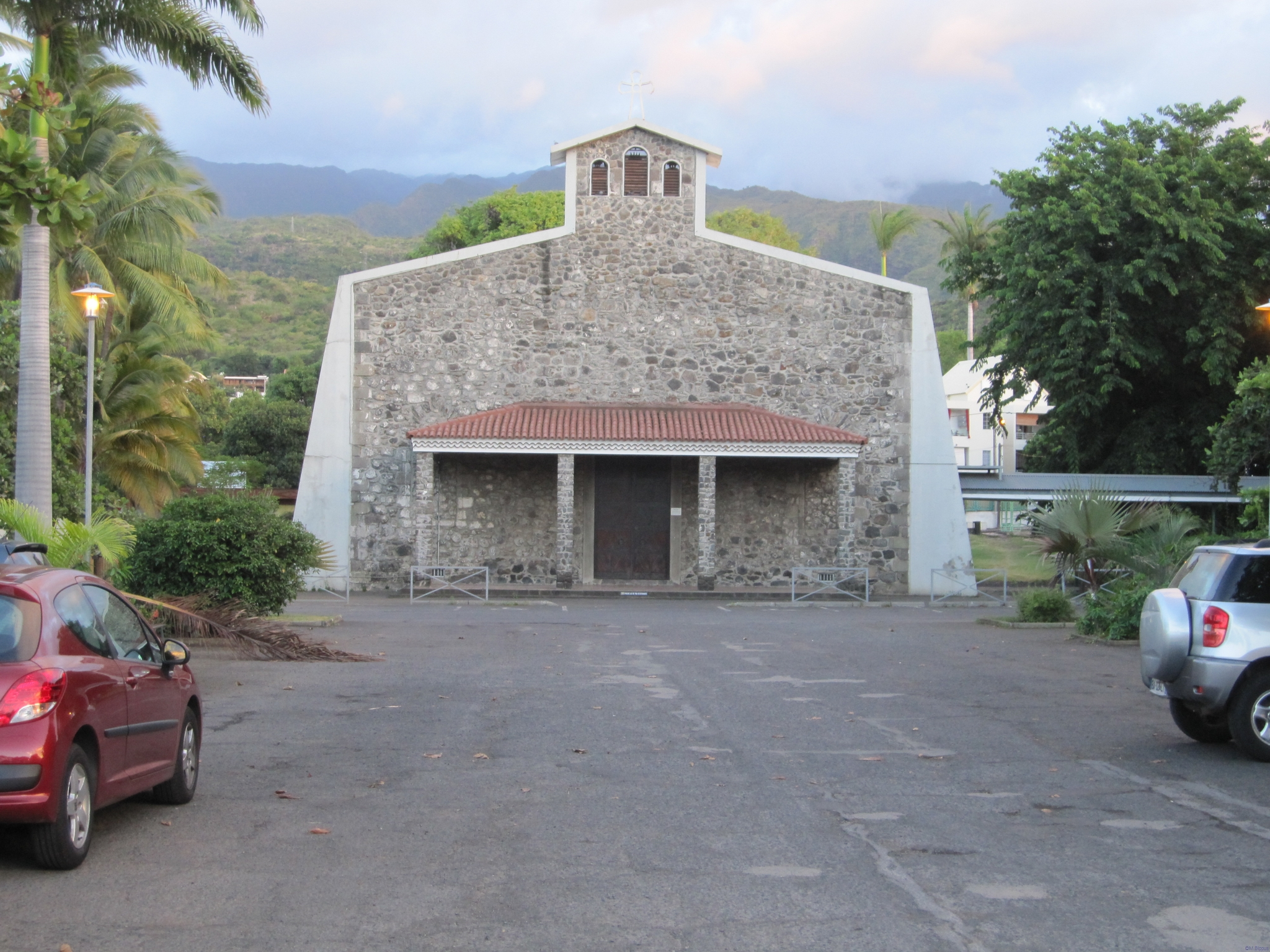
Kerk
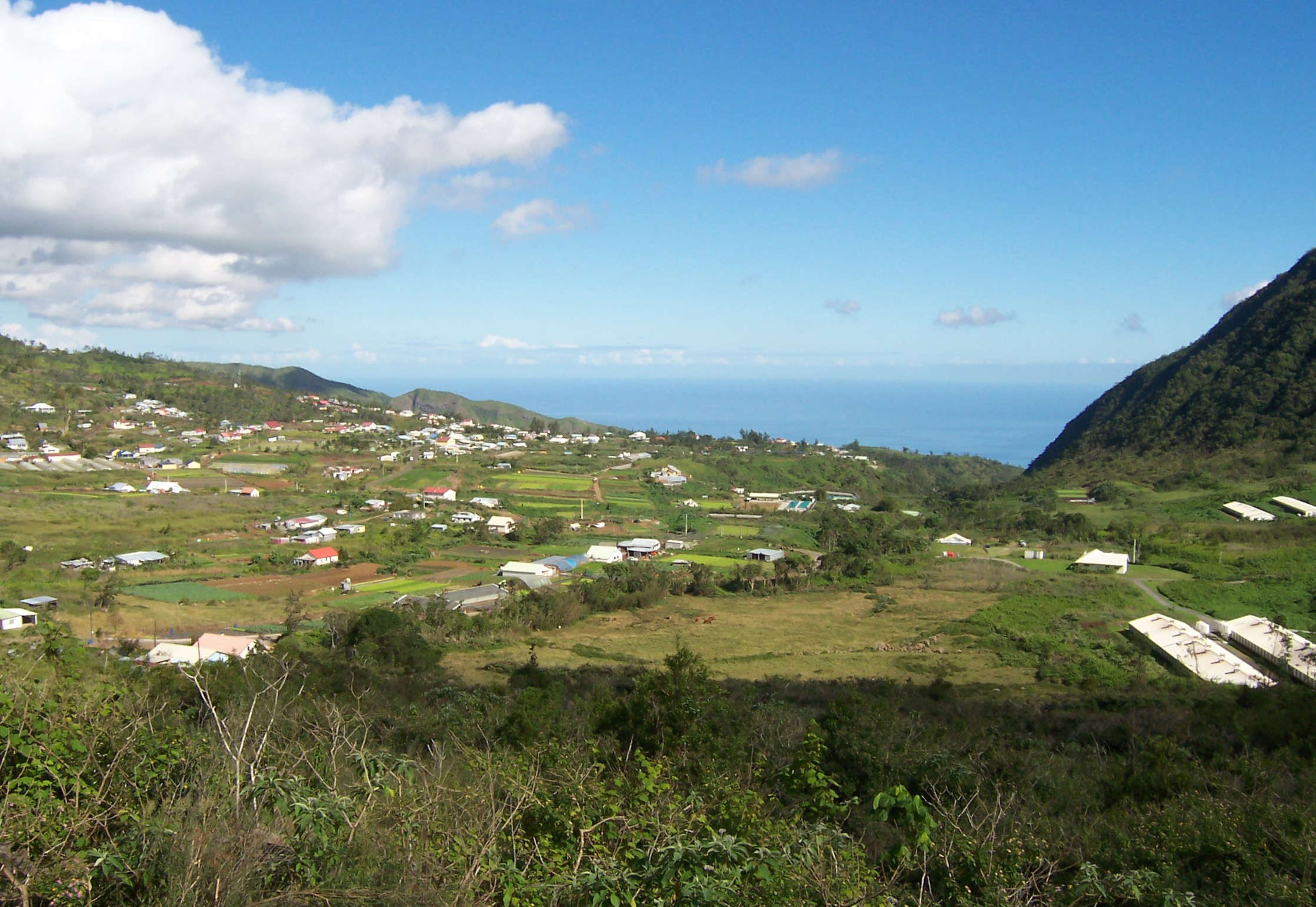
Het dorp Dos d'Âne